# كيندال شميت
كيندال شميت (بالإنجليزية: Kendall Schmidt)‏ هو مغني ومدون وموسيقي وملحن وممثل أمريكي، ولد في 2 نوفمبر 1990 في الولايات المتحدة.

## أعمال

### مسلسلات
- بنات غيلمور
- شبح هامس

## وصلات خارجية
- كيندال شميت على موقع IMDb (الإنجليزية)
- كيندال شميت على موقع ألو سيني (الفرنسية)
- كيندال شميت على موقع ميوزك برينز (الإنجليزية)
- كيندال شميت على موقع ديسكوغز (الإنجليزية)
- كيندال شميت على موقع قاعدة بيانات الفيلم (الإنجليزية)
- كيندال شميت على موقع كينوبويسك (الروسية)